# داستان جدید پلیس
داستان جدید پلیس (به انگلیسی: New Police Story) یک فیلم اکشن و رزمی محصول سال ۲۰۰۴ سینمای هنگ کنگ به کارگردانی بنی چان با نقش‌آفرینی جکی چان است. این فیلم در تاریخ ۲۴ سپتامبر ۲۰۰۴ در هنگ کنگ اکران سینمایی شد که بازسازی فیلم داستان پلیس (۱۹۸۵) محسوب می‌شود. همچنین پنجمین سری از مجموعه فیلم‌های داستان پلیس می‌باشد. این فیلم بیشتر از نسخه‌های قبلی خود به درام و اکشن سنگین‌تری متکی است. همچنین دنباله این فیلم در حال توسعه است.

## داستان
پنج جوان به قصد تیراندازی به مأموران پلیس به بانکی دستبرد زدند. بازرس چان کواک و تیمش باند را تعقیب می‌کنند و کل تیم از جمله هونگ، برادر کوچکتر دوست دختر چان، هو یی، از بین می‌رود. تنها بازمانده چان یک سال مرخصی می‌گیرد تا مشروب بخورد تا اینکه شریک جدیدش فرانک چنگ سعی می‌کند چان را متقاعد کند که برگردد و دوباره پرونده را باز کند. چان ابتدا امتناع می‌کند، اما پس از دستگیری دو جوان که در حال مستی او را سرقت کرده بودند، نظرش تغییر می‌کند و …

## بازیگران
- جکی چان … بازرس ارشد چان کواک
- نیکلاس تسه … فرانک چنگ سیو فونگ
- چارلی یانگ … هو یی
- دانیل وو … جو کوان
- شارلین چوی
- هیرو هایاما
- یو رونگ‌گوانگ
- لیو کای-چی
- جان شوم
- کن لو
- تیمی هونگ
- کارل نگ
- فیلیپ نگ
- مارس

## تولید
فیلم‌برداری اصلی از سپتامبر تا دسامبر ۲۰۰۳ در هنگ کنگ انجام شد.

## گیشه
این فیلم در ۲۳ سپتامبر ۲۰۰۴ در هنگ کنگ افتتاح شد و در سه روز اول ۵٫۶۲۵٫۷۴۶ دلار هنگ کنگ درآمد داشت. این فیلم با ۲۱ میلیون دلار هنگ‌کنگ به اکران خود پایان داد تا چهارمین فیلم پردرآمد داخلی سال شود.
این فیلم در ۱۳ اکتبر ۲۰۰۶ به صورت محدود در بریتانیا اکران شد. در آخر هفته افتتاحیه، این فیلم با نمایش در ۱۶ سینما، ۱۹٬۳۳۲ دلار فروش داشت. این فیلم در رتبه ۲۱ گیشه قرار گرفت و به‌طور متوسط ۱۲۰۸ دلار در هر سینما فروش داشت. تا ۲۲ اکتبر ۲۰۰۶، «داستان جدید پلیس» در دو هفته اکران خود در بریتانیا، در مجموع ۳۳٫۴۰۴ دلار فروش داشته است. جاناتان راس، مجری تلویزیون و منتقد فیلم بریتانیایی، نقد نسبتاً مثبتی به این فیلم ارائه داد و احساس کرد که چان «هنوز هم می‌تواند در این حرفه فعالیت کند».

## نسخه بین‌المللی
این فیلم در ایالات متحده توسط لاینزگیت در ۱۶ مه ۲۰۰۶ مستقیماً به دی‌وی‌دی منتشر شد. دی‌دی‌دی شامل یک دوبله انگلیسی با مشارکت جکی چان بود. همچنین مقدمه‌ای از خود جکی و پیامی مبنی بر عدم خرید کپی بدون مجوز از فیلم نیز گنجانده شده است. هنگامی که به زبان اصلی خود پخش می‌شود، دارای دونویسه است. یک برش در انتهای فیلم ایجاد شد که در آن فرانک چنگ جوان توسط چان به جمهوری خلق چین بدرقه می‌شد.
یک نسخه بلوری در ۲۴ نوامبر ۲۰۰۹ در ایالات متحده منتشر شد.

## دنباله
در ۱۴ مارس ۲۰۲۳، دنباله‌ای برای فیلم با عنوان داستان پلیس جدید ۲ اعلام شد که در حال ساخت است و ستارگان جکی چان، نیکلاس تسه، دانیل وو و شارلین چوی بازمی‌گردند در حالی که چان به عنوان تهیه‌کننده و تسه نیز کارگردانی خواهد کرد.